# Савино (Удмуртия)
Савино — деревня в Камбарском районе Удмуртии. Входит в состав Борковского сельского поселения.

## География
Деревня расположена на юго-востоке республики на расстоянии примерно в 23 километрах по прямой к северо-западу от районного центра Камбарки.
Часовой пояс
Деревня Савино как и вся Удмуртия, находится в часовой зоне МСК+1. Смещение применяемого времени относительно UTC составляет +4:00.

## Население
| 2010 | 2012 |
| ---- | ---- |
| 22   | ↗27  |

Национальный состав
Согласно результатам переписи 2002 года, русские составляли 94 % из 31 чел..